# Klevsjön (Seglora socken, Västergötland)
Klevsjön är en sjö i Borås kommun i Västergötland och ingår i Viskans huvudavrinningsområde.